# Položková banka
Položková banka, nebo též „Banka testových úloh“, označuje strukturované úložiště testových úloh (položek) pro tvorbu v psychometrických  testů. 
Spolu se zněním položky se zpravidla ukládají a zpracovávají další popisné údaje (metadata), jako jméno autora, datum vzniku, výsledek předchozího použití a další. Důležitou součástí bývá uchování předkalibrovaných psychometrických parametrů, které je v budoucnu možné využít pro řadu účelů: výběr nejvhodnějších položek pro různé účely, vyvažování paralelních forem testu a podobně. Položkové banky jsou využívány pro reprodukovatelnou přípravu testů s definovanými vlastnostmi. Položková banka umožňuje využít informace (psychometrické charakteristiky) získané o testových úlohách při jejich předchozím použití ke zkvalitnění položek.

## Ukládané typy metadat
Položková banka neobsahuje jen text úlohy, ale také řadu informací týkajících se historie položek a jejích psychometrických charakteristik. Příklady takových metadat mohou být : 
- Autor (nebo zdroj) položky
- Datum vytvoření
- Stav položky (např. nová, zrecenzovaná, aktivní, vyřazená, ...)
- Obtížnost položky stanovená podle Angoffovy metody
- Označení správné odpovědi
- Formát položky
- Psychometrické údaje stanovené podle klasické testové teorie
- Psychometrické údaje stanovené podle Teorie odpovědi na položku
- Historie položky (např. datum a výsledky předchozího použití a posudky recenzentů)
- Přiřazení k "výsledkům učení"
- Zařazení do konkrétní fasety či dimenze měřeného konstruktu
- Další charakteristiky podle potřeb

## Software pro uložení položkové banky
Protože položková banka je v podstatě jednoduchá databáze, může být vytvořena v libovolném databázovém softwaru nebo dokonce v tabulkovém procesoru, jako je Microsoft Excel. Existuje však několik desítek komerčně dostupných softwarových programů speciálně navržených pro položkové bankovnictví. Často svými funkcemi pokrývají velkou část testového cyklu od tvorby položek, přes jejich recenzi, pilotování, elektronické nebo papírové publikování až po sběr a zpracování odpovědí. K dispozici je ale například i bezplatný databázový systém dexter, fungující v rozhraní R.